# Birger Nilsen
Birger Nilsen (Aker, 1917. május 24. – Oslo, 1999. szeptember 20.) norvég nemzetközi labdarúgó-játékvezető.

## Pályafutása

### Nemzeti játékvezetés
1950-ben lett az I. Liga játékvezetője. A nemzeti játékvezetéstől 1967-ben vonult vissza.

#### Nemzeti kupamérkőzések
Vezetett kupadöntők száma: 1

##### Norvég labdarúgókupa
| Időpont           | Helyszín               | Mérkőzés típusa | Mérkőzés                     | Eredmény | Nézők száma |
| ----------------- | ---------------------- | --------------- | ---------------------------- | -------- | ----------- |
| 1958. október 19. | Ullevaal Stadion, Oslo | döntő           | Fredrikstad FK–Lillestrøm SK | 1 : 0    | 32 579      |

### Nemzetközi játékvezetés
A Norvég labdarúgó-szövetség Játékvezető Bizottsága (JB) terjesztette fel nemzetközi játékvezetőnek, a Nemzetközi Labdarúgó-szövetség (FIFA) 1957-től tartotta nyilván bírói keretében. Több nemzetek közötti válogatott és klubmérkőzést vezetett, vagy működő társának partbíróként segített. A norvég nemzetközi játékvezetők rangsorában, a világbajnokság-Európa-bajnokság sorrendjében a 7. helyet foglalja el 5 találkozó szolgálatával. Az aktív nemzetközi játékvezetéstől 1967-ben búcsúzott. Válogatott mérkőzéseinek száma: 13.

#### Labdarúgó-világbajnokság
A világbajnoki döntőhöz vezető úton Svédországba a VI., az 1958-as labdarúgó-világbajnokságra és Chilébe a VII., az 1962-es labdarúgó-világbajnokságra  a FIFA JB bíróként alkalmazta. 1958-ban a FIFA JB vezetői kifejezetten partbírói feladatok ellátására kérte fel. Három csoportmérkőzésen kapott partbírói feladatot. Kettő esetben egyes számú besorolása volt, ami azt jelentette, hogy játékvezetői sérülés esetén továbbvezetheti a találkozót. Partbírói mérkőzéseinek száma a világbajnokságon:  3.

##### 1958-as labdarúgó-világbajnokság

###### Selejtező mérkőzés
| Időpont         | Helyszín                   | Mérkőzés típusa           | Mérkőzés                 | Játékvezető   | Eredmény |
| --------------- | -------------------------- | ------------------------- | ------------------------ | ------------- | -------- |
| 1957. július 5. | Olimpiai Stadion, Helsinki | előselejtező (6. csoport) | Finnország–Lengyelország | Birger Nilsen | 1 : 1    |

###### Világbajnoki mérkőzés
| Időpont          | Helyszín                 | Mérkőzés típusa              | Mérkőzés             | Játékvezető    | Eredmény | Nézők száma |
| ---------------- | ------------------------ | ---------------------------- | -------------------- | -------------- | -------- | ----------- |
| 1958. június 8.  | Ullevi Stadion, Göteborg | csoportmérkőzés(4. csoport)  | Szovjetunió–Anglia   | Zsolt István   | 2 : 2    | 45 000      |
| 1958. június 11. | Ullevi Stadion, Göteborg | csoportmérkőzés (4. csoport) | Szovjetunió–Ausztria | Carl Jørgensen | 2 : 0    | 22 000      |
| 1958. június 15. | Ullevi Stadion, Göteborg | csoportmérkőzés (4. csoport) | Brazília–Szovjetunió | Maurice Guigue | 2 : 0    | 50 000      |

##### 1962-es labdarúgó-világbajnokság

###### Selejtező mérkőzés
| Időpont           | Helyszín                  | Mérkőzés típusa           | Mérkőzés         | Eredmény | Nézők száma |
| ----------------- | ------------------------- | ------------------------- | ---------------- | -------- | ----------- |
| 1961. október 22. | Rosenau Stadion, Augsburg | előselejtező (3. csoport) | NSZK–Görögország | 2 : 1    | 53 000      |

#### Labdarúgó-Európa-bajnokság
Az európai-labdarúgó torna döntőjéhez vezető úton Spanyolországba az II., az 1964-es labdarúgó-Európa-bajnokságra és Olaszországba a III., az 1968-as labdarúgó-Európa-bajnokságra az UEFA JB játékvezetőként foglalkoztatta.

##### 1964-es labdarúgó-Európa-bajnokság

###### Selejtező mérkőzés
| Időpont             | Helyszín                    | Mérkőzés típusa           | Mérkőzés        | Eredmény | Nézők száma |
| ------------------- | --------------------------- | ------------------------- | --------------- | -------- | ----------- |
| 1962. szeptember 2. | Laugardalsvöllur, Reykjavík | második kör (2. mérkőzés) | Írország–Izland | 1 : 1    | 9 100       |

##### 1968-as labdarúgó-Európa-bajnokság

###### Selejtező mérkőzés
| Időpont             | Helyszín                          | Mérkőzés típusa           | Mérkőzés                | Eredmény | Nézők száma |
| ------------------- | --------------------------------- | ------------------------- | ----------------------- | -------- | ----------- |
| 1966. szeptember 7. | Feyenoord Stadion, Rotterdam      | előselejtező (5. csoport) | Hollandia–Magyarország  | 2 : 2    | 61 600      |
| 1967. július 16     | Borisz Paisadze Stadion, Tbiliszi | előselejtező (3. csoport) | Szovjetunió–Görögország | 4 : 0    | 40 000      |